# Колывань (Таллин)
Колывань — название современного города Таллина в древнерусских письменных источниках с XIII века, официальных документах Русского царства и Российской империи до начала XVIII века.

## История упоминаний
Впервые название «Колывань» встречается в сочинении арабского географа Аль-Идриси «Книга Рожера», написанном в 1154 году на Сицилии. В разделе, содержащем описание района Балтийского моря, упомянута страна Astlanda, то есть «Эстланда, Эстландия», и говорится: «К городам Астланды относится также город Колуван (Quoluwany). Это маленький город вроде большой крепости. Жители его землепашцы, и их доход скуден, но у них много скота». По оценке И. П. Шаскольского, географ, как правило, свои сведения заимствовал у мореплавателей, возможно норманнов.
После сражения у Линданисы в 1219 году датчане на месте городища Линданисе построили замок Ревель (швед. и нем. устар. Reval); русское название «Ре́вель» было заимствовано из немецкого (шведского) языка и стало официальным только после присоединения завоёванной в ходе Северной войны территории современной Эстонии к Российской империи.
В древнерусских источниках название «Колывань» впервые упоминается под 1223 годом в суздальской летописи по академическому списку:

прииде князь Ярослав [Всеволодович] от брата в Новгород с всею областию и поиде к Колываню, и повоева всю землю Чюдьскую; а полона приведоша бес числа, но города не взяша и злата много взяша.

Затем Колывань упоминается в летописях под годами 1228, 1268, 1269, 1343, 1391, 1433, 1495, 1572 и другими, и продолжает называться Колыванью ещё в XVII и XVIII столетиях.
Колывань фигурирует в грамотах Елизаветы Английской царям Фёдору Иоановичу «7095 года» (1587 год), «7097 года» (1589 год), а позже Борису Годунову
Колывань, наряду с «Штокгольмом», Ругодивом, Ригой в 1666 году была названа среди городов где русские купцы получили право иметь торговые дворы. Но в Колывани русские получили право иметь не облагаемую налогами церковь святого Николая. Об ущемлении её прав в Колывани в 1684 году заявляли цари соправители Иван и Пётр.
В ноте Карлу XII, которой Россией объявлялась война Швеции, город упоминался под этим названием. При этом барон Шафиров, дипломат петровского времени, указывая на законность притязания русских на Эстонию, выводил название «Колывань» от русских слов «кола (ограды) Ивана».
Колывань фигурирует в документах в начале XVIII века. Среди исторических документов сохранилось письмо Петра I фельдмаршалу Б. П. Шереметеву от 5 августа 1702 года, где он, касаясь военных действий в Прибалтике, писал о желательности продвинуться к Колывани:

естли Бог даст счастие, подалее пойтить, и чтоб землю их, как возможно далее, к Колывани разорить.— 
После завоевания Эстляндии Ревель официально уже перестал называться Колыванью, тем не менее, в народе название сохранялось вместе с памятью о переименовании. Так, в солдатской песне времён Петра Великого о взятии Ревеля, записанной в Рязанской губернии, поётся: «как во славном-то во городе было Колывани, что по нонешнему названьицу славный город Ревель, там стояли полатушки белыкаменныя» и прочее. Вариант этой песни, с именем города Колыванова вместо Колывани, был записан ещё в 1893 году на Кавказе А ещё один вариант М.Суханова 1840 года.
М.Чулков в 1786 году описывая Ревельскую губернию указывал Колывань как русское название города, но в тексте именует населённый пункт Ревелем
Фамилию Колыванова получила родившаяся в 1780 году в Ревеле внебрачная дочь князя А. И. Вяземского, в замужестве Екатерина Андреевна Карамзина.
Термин Колывань активно использовался дореволюционными историками. Иловайский Д. И. применял его к событиям XVII века, Валишевский К к событиям Северной войны, Н. Карамзин к событиям XIII, XV, XVI веков, Щербатов М. к событиям XVI века.

## Этимология
Наиболее распространённая версия происхождения названия выводит его из финно-угорских языков. Предания о национальном карело-финском и эстонском богатыре Калеве, были распространены во всей области проживания карелов, финнов и эстонцев и отождествлялись, как правило, с местностью, на которой возник Таллин. Так, одна старинная эстонская песня о смерти Калева говорит, что он похоронен под горой близ города. Есть и сказание об основании Таллина сыном Калева, Калевипоэгом. По всей стране эстов и ливов рассеяны воспоминания о геройском сыне Калева. Главные герои финской Калевалы носят эпитет сынов Калева. Таким образом, русское «Колывань» происходит, по этой версии, от Kaleven или Kalevan — древнеэстонской формы родительного падежа слова «Kalev», относящегося к древнему эстскому городищу, называвшемуся, возможно, «Kaleven linna» или «Kalevan (Kałevan) litha» — «город Калева». М. Фасмер связывал проникновение в древнерусскую литературу названия «Колывань» со встречавшимся в русских былинах именем Колыван, и только само имя опосредованно возводит к герою эстонского и карело-финского эпосов, но также упоминал, что ряд исследователей возводили это имя к литовскому kalvis «кузнец», но другие критиковали этот вариант .
По другой версии Колывань происходит из русского языка.
Толковый словарь Даля в калужском говоре зафиксировал формы «калывань», «колывань» означавшие пир, празднество.